# Ski alpin aux Jeux olympiques de 2006
Pour des articles plus généraux, voir Ski alpin aux Jeux olympiques et Jeux olympiques d'hiver de 2006.
Navigation
Salt Lake City 2002 Vancouver 2010
Les épreuves de ski alpin aux Jeux olympiques de 2006 se sont déroulées du 12 février au 25 février 2006.

## Podiums

### Hommes
| Épreuves | Or                  | Argent             | Bronze             |
| Descente | Antoine Dénériaz    | Michael Walchhofer | Bruno Kernen       |
| Super-G  | Kjetil André Aamodt | Hermann Maier      | Ambrosi Hoffmann   |
| Géant H  | Benjamin Raich      | Joël Chenal        | Hermann Maier      |
| Slalom   | Benjamin Raich      | Reinfried Herbst   | Rainer Schönfelder |
| Combiné  | Ted Ligety          | Ivica Kostelić     | Rainer Schönfelder |

### Femmes
| Épreuves | Or                   | Argent           | Bronze                |
| Descente | Michaela Dorfmeister | Martina Schild   | Anja Pärson           |
| Super-G  | Michaela Dorfmeister | Janica Kostelić  | Alexandra Meissnitzer |
| Géant    | Julia Mancuso        | Tanja Poutiainen | Anna Ottosson         |
| Slalom   | Anja Pärson          | Nicole Hosp      | Marlies Schild        |
| Combiné  | Janica Kostelić      | Marlies Schild   | Anja Pärson           |

## Résultats
Descente H 12 février
| Place | Nation        | Athlète             | Temps         |
| ----- | ------------- | ------------------- | ------------- |
| 1er   | France        | Antoine Dénériaz    | 1 min 48 s 80 |
| 2e    | Autriche      | Michael Walchhofer  | 1 min 49 s 52 |
| 3e    | Suisse        | Bruno Kernen        | 1 min 49 s 82 |
| 4e    | Norvège       | Kjetil André Aamodt | 1 min 49 s 88 |
| 5e    | États-Unis    | Bode Miller         | 1 min 49 s 93 |
| 6e    | Autriche      | Hermann Maier       | 1 min 50 s 00 |
| 7e    | Liechtenstein | Marco Büchel        | 1 min 50 s 04 |
| 8e    | Autriche      | Fritz Strobl        | 1 min 50 s 12 |

Descente F 15 février
| Place | Nation     | Athlète               | Temps         |
| ----- | ---------- | --------------------- | ------------- |
| 1er   | Autriche   | Michaela Dorfmeister  | 1 min 56 s 49 |
| 2e    | Suisse     | Martina Schild        | 1 min 56 s 86 |
| 3e    | Suède      | Anja Pärson           | 1 min 57 s 13 |
| 4e    | Autriche   | Renate Götschl        | 1 min 57 s 20 |
| 5e    | Suisse     | Nadia Styger          | 1 min 57 s 62 |
| 6e    | Allemagne  | Petra Haltmayr        | 1 min 57 s 69 |
| 7e    | États-Unis | Julia Mancuso         | 1 min 57 s 71 |
| 8e    | Autriche   | Alexandra Meissnitzer | 1 min 57 s 78 |

Super-G H 18 février
| Place | Nation        | Athlète             | Temps         |
| ----- | ------------- | ------------------- | ------------- |
| 1er   | Norvège       | Kjetil André Aamodt | 1 min 30 s 65 |
| 2e    | Autriche      | Hermann Maier       | +0.13         |
| 3e    | Suisse        | Ambrosi Hoffmann    | +0.33         |
| 4e    | Canada        | Erik Guay           | +0.43         |
| 5e    | Norvège       | Aksel Lund Svindal  | +0.45         |
| 6e    | Liechtenstein | Marco Buechel       | +0.57         |
| 7e    | États-Unis    | Scott Macartney     | +0.58         |
| 8e    | Canada        | François Bourque    | +0.62         |

Super-G F 20 février
| Place | Nation     | Athlète               | Temps         |
| ----- | ---------- | --------------------- | ------------- |
| 1er   | Autriche   | Michaela Dorfmeister  | 1 min 32 s 47 |
| 2e    | Croatie    | Janica Kostelić       | 1 min 32 s 74 |
| 3e    | Autriche   | Alexandra Meissnitzer | 1 min 33 s 06 |
| 4e    | Canada     | Kelly Vanderbeek      | 1 min 33 s 09 |
| 5e    | France     | Carole Montillet      | 1 min 33 s 31 |
| 6e    | Suisse     | Martina Schild        | 1 min 33 s 33 |
| 7e    | États-Unis | Lindsey Kildow        | 1 min 33 s 42 |
| 8e    | Italie     | Lucia Recchia         | 1 min 33 s 48 |

Géant H 20 février
| Place | Nation     | Athlète            | Temps         |
| ----- | ---------- | ------------------ | ------------- |
| 1er   | Autriche   | Benjamin Raich     | 2 min 35 s 00 |
| 2e    | France     | Joël Chenal        | 2 min 35 s 07 |
| 3e    | Autriche   | Hermann Maier      | 2 min 35 s 16 |
| 4e    | Canada     | François Bourque   | 2 min 35 s 92 |
| 5e    | Suède      | Fredrik Nyberg     | 2 min 36 s 05 |
| 6e    | Norvège    | Aksel Lund Svindal | 2 min 36 s 06 |
| 6e    | États-Unis | Bode Miller        | 2 min 36 s 06 |
| 8e    | Autriche   | Rainer Schönfelder | 2 min 36 s 64 |

Géant F 24 février
| Place | Nation     | Athlète          | Temps         |
| ----- | ---------- | ---------------- | ------------- |
| 1er   | États-Unis | Julia Mancuso    | 2 min 09 s 19 |
| 2e    | Finlande   | Tanja Poutiainen | 2 min 09 s 86 |
| 3e    | Suède      | Anna Ottosson    | 2 min 10 s 33 |
| 4e    | Autriche   | Nicole Hosp      | 2 min 10 s 66 |
| 5e    | Canada     | Geneviève Simard | 2 min 10 s 73 |
| 6e    | Suède      | Anja Pärson      | 2 min 10 s 96 |
| 7e    | Autriche   | Kathrin Zettel   | 2 min 11 s 35 |
| 8e    | Italie     | Nadia Fanchini   | 2 min 11 s 46 |

Slalom H 25 février
| Place | Nation   | Athlète             | Temps         |
| ----- | -------- | ------------------- | ------------- |
| 1er   | Autriche | Benjamin Raich      | 1 min 43 s 14 |
| 2e    | Autriche | Reinfried Herbst    | 1 min 43 s 97 |
| 3e    | Autriche | Rainer Schoenfelder | 1 min 44 s 15 |
| 4e    | Japon    | Kentaro Minagawa    | 1 min 44 s 18 |
| 4e    | Suède    | André Myhrer        | 1 min 44 s 18 |
| 6e    | Croatie  | Ivica Kostelić      | 1 min 44 s 45 |
| 7e    | Japon    | Naoki Yuasa         | 1 min 44 s 57 |
| 8e    | Suède    | Johan Brolenius     | 1 min 44 s 81 |

Slalom F 22 février
| Place | Nation    | Athlète              | Temps*        |
| ----- | --------- | -------------------- | ------------- |
| 1er   | Suède     | Anja Pärson          | 1 min 29 s 04 |
| 2e    | Autriche  | Nicole Hosp          | 1 min 29 s 33 |
| 3e    | Autriche  | Marlies Schild       | 1 min 29 s 79 |
| 4e    | Croatie   | Janica Kostelić      | 1 min 29 s 94 |
| 5e    | Autriche  | Michaela Kirchgasser | 1 min 30 s 28 |
| 6e    | Finlande  | Tanja Poutiainen     | 1 min 30 s 79 |
| 7e    | Allemagne | Annemarie Gerg       | 1 min 30 s 89 |
| 8e    | Italie    | Chiara Costazza      | 1 min 31 s 08 |
| 8e    | Suède     | Therese Borssen      | 1 min 31 s 08 |

* Temps des deux manches de slalom additionnées

Combiné H 14 février
| Place | Nation             | Athlète            | Temps total*  |
| ----- | ------------------ | ------------------ | ------------- |
| 1er   | États-Unis         | Ted Ligety         | 3 min 09 s 35 |
| 2e    | Croatie            | Ivica Kostelić     | 3 min 09 s 88 |
| 3e    | Autriche           | Rainer Schönfelder | 3 min 10 s 67 |
| 4e    | Suisse             | Daniel Albrecht    | 3 min 10 s 73 |
| 5e    | Italie             | Giorgio Rocca      | 3 min 10 s 74 |
| 6e    | République tchèque | Ondřej Bank        | 3 min 11 s 00 |
| 7e    | Suisse             | Marc Berthod       | 3 min 11 s 22 |
| 8e    | France             | Pierrick Bourgeat  | 3 min 11 s 29 |

*Temps total (Descente + 2 manches de Slalom)

Combiné F 17 février
| Place | Nation    | Athlète                 | Temps Descente | Temps Slalom* | Temps total   |
| ----- | --------- | ----------------------- | -------------- | ------------- | ------------- |
| 1er   | Croatie   | Janica Kostelić         | 1 min 29 s 40  | 1 min 21 s 68 | 2 min 51 s 08 |
| 2e    | Autriche  | Marlies Schild          | 1 min 30 s 36  | 1 min 21 s 22 | +0 s 50       |
| 3e    | Suède     | Anja Pärson             | 1 min 29 s 57  | 1 min 22 s 06 | +0 s 55       |
| 4e    | Autriche  | Kathrin Zettel          | 1 min 30 s 66  | 1 min 21 s 75 | +1 s 33       |
| 5e    | Autriche  | Nicole Hosp             | 1 min 31 s 14  | 1 min 22 s 07 | +2 s 13       |
| 6e    | Autriche  | Michaela Kirchgasser    | 1 min 31 s 02  | 1 min 22 s 46 | +2 s 40       |
| 7e    | Allemagne | Martina Ertl-Renz       | 1 min 31 s 08  | 1 min 23 s 20 | +3 s 20       |
| 8e    | Suède     | Jessica Lindell-Vikarby | 1 min 30 s 19  | 1 min 25 s 00 | +4 s 11       |

* Temps des deux manches de slalom additionnées

## Tableau des médailles
| Rang | Nations    | Or | Argent | Bronze | Total |
| 1    | Autriche   | 4  | 5      | 5      | 14    |
| 2    | États-Unis | 2  | 0      | 0      | 2     |
| 3    | Croatie    | 1  | 2      | 0      | 3     |
| 4    | France     | 1  | 1      | 0      | 2     |
| 5    | Suède      | 1  | 0      | 3      | 4     |
| 6    | Norvège    | 1  | 0      | 0      | 1     |
| 7    | Suisse     | 0  | 1      | 2      | 3     |
| 8    | Finlande   | 0  | 1      | 0      | 1     |